# Эхин, Андрес
Андрес Эхин (эст. Andres Ehin; 13 марта 1940, Таллин — 10 декабря 2011) — эстонский поэт, писатель и литературный переводчик. Лауреат Национальной премии Эстонии в области культуры (2001).

## Биография
Родители Андерса Эхина родом из России, но посещали немецкие лютеранские школы. В 1921 они получили эстонское гражданство. Дома разговаривали на эстонском, немецком и русском, в качестве иностранного языка знали французский. Отец Андреса Эхина был работником налогового ведомства, мать переводчицей в эстонском МИДе.
После окончания школы в 1958 году, учился на историко-филологическом факультете Тартуского университета, где до 1964 года изучал финно-угорские языки. В 1964—1965 годах он преподавал немецкий в селькупской деревне Раттас в Ямало-Ненецко автономном округе. С 1964 по 1972 год он был редактором различных эстонских культурных журналов. С 1974 года он работал внештатным автором и писателем.
В 1975 году он женился на писательнице и переводчице Ли Сеппель (род. 1943). Их совместная дочь — поэтесса Кристина Эхин (род. 1977). С 1968 до 1989 года Андрес Эхин был членом КПСС. После восстановления независимости Эстонии он примкнул к эстонскому зелёному движению.
Андрес Эхин сильно опирался в своих произведениях на сюрреализм. Кроме того, его работы оказали влияние испанский модернизм и экспрессионизм. По утверждению поэтессы Елены Скульской, «Андрес Эхин, наверное, самый остроумный эстонский поэт. Его стихи исполнены абсурдистской игры и забавных превращений. В его стихах не встречаются мертвецы — всё живое: и природа, и вещи, и наши привычки…».
Андрес Эхин был обладателем многочисленных эстонских литературных премий, среди которых премия имени Юхана Лийва (2004). Произведения Андреса Эхина переведены на русский, латышский, литовский, казахский, финский, шведский, английский, немецкий, датский, французский, венгерский и испанский языки.

## Сборники стихов
- Hunditamm (1968)
- Uks lagendikul (1971)
- Luba linnukesel väljas jaurata (1977)
- Vaimusõõrmed (1979)
- Tumedusi rüübaten (1988)
- Täiskuukeskpäev (1990)
- Täiskuukeskpäev. Valitud luuletusi 1959—1988 (1990, антология)
- Teadvus on ussinahk (1995)
- Alateadvus on alatasa purjus (2000, сборник)
- Paluteder да mutrikorjaja (2004, содержит также переводил стихи)

## Проза
- Karske õhtupoolik (1972 г., пьеса, под псевдонимом Lembit Vahak)
- Ajaviite peerud lähvad lausa lõkendama (1980, рассказы)
- Rummu Jüri mälestused (1996, роман)
- Seljatas sada meest (1998, роман)
- Tagaaetav (2000, пьеса)